# Élections municipales de 1947 dans la Somme
Les élections municipales ont eu lieu les 19 et 26 octobre 1947 dans la Somme.

## Maires sortants et maires élus
Les maires élus à la suite des élections municipales dans les communes de plus de 2 000 habitants :
| Commune                | Population | Maire sortant      | Parti | Parti | Maire élu          | Parti | Parti |
| ---------------------- | ---------- | ------------------ | ----- | ----- | ------------------ | ----- | ----- |
| Abbeville              | 16 780     | Paul Bénard*       |       | SFIO  | Max Lejeune        |       | SFIO  |
| Albert                 | 8 900      | Alfred Leclercq    |       | PCF   | Henry Potez        |       | Rad.  |
| Amiens                 | 84 761     | Maurice Vast       |       | SFIO  | Maurice Vast       |       | SFIO  |
| Beauval                | 2 249      |                    |       |       |                    |       |       |
| Cayeux-sur-Mer         | 2 676      |                    |       |       |                    |       |       |
| Corbie                 | 4 090      | Léon Lemaire       |       | PCF   | Gaëtan Damoye      |       | SFIO  |
| Le Crotoy              | 2 719      | Alphonse Scholkopf |       | RI    | Alphonse Scholkopf |       | RI    |
| Doullens               | 5 404      | Kléber Mopty       |       | Rad.  | Kléber Mopty       |       | Rad.  |
| Flixecourt             | 2 961      | Eugène Leclercq    |       | Rad.  | Eugène Leclercq    |       | Rad.  |
| Friville-Escarbotin    | 3 148      | Victor Flamant     |       | PCF   | Eugène Desenclos   |       | SFIO  |
| Gamaches               | 2 907      | Achille Baillet    |       | Rad.  | Maurice Leseur     |       | RPF   |
| Ham                    | 3 166      | Gaston Lejeune     |       | SFIO  | Gaston Lejeune     |       | SFIO  |
| Longueau               | 2 770      | Louis Prot         |       | PCF   | Louis Prot         |       | PCF   |
| Mers-les-Bains         | 3 455      | Maurice Eloy       |       | PCF   | Maurice Eloy       |       | PCF   |
| Montdidier             | 4 399      | Georges Marcel     |       | SFIO  | Maurice Leconte    |       | PCF   |
| Moreuil                | 2 607      | Charles Bédier *   |       |       | Yves Bédier        |       |       |
| Péronne                | 4 012      | Émile Vermond      |       | SFIO  | Daniel Boinet      |       | Rad.  |
| Rosières-en-Santerre   | 2 014      | André Masson       |       |       | André Masson       |       |       |
| Roye                   | 4 390      | André Coël         |       | SFIO  | Pierre Bodin       |       | RPF   |
| Rue                    | 2 656      | Ernest Dumont      |       | RI    | Ernest Dumont      |       | RI    |
| Saint-Ouen             | 2 538      | Jean Martin        |       | PCF   |                    |       |       |
| Saint-Valery-sur-Somme | 2 963      | René Delepierre    |       | MRP   | René Delepierre    |       | MRP   |
| Villers-Bretonneux     | 3 326      | Luther Querson     |       | PCF   | Luther Querson     |       | PCF   |
| * Ne se représente pas |            |                    |       |       |                    |       |       |

### Résultats en nombre de mairies
| Partis        | Partis                                         | Maires sortants | Maires élus | Évolution     |
| ------------- | ---------------------------------------------- | --------------- | ----------- | ------------- |
|               | Section française de l'Internationale ouvrière | 6               | 5           | 1             |
|               | Parti radical-socialiste                       | 3               | 4           | 1             |
| Centre-gauche | Centre-gauche                                  | 9               | 9           | en stagnation |
|               |                                                |                 |             |               |
|               | Parti communiste français                      | 7               | 4           | 3             |
| Gauche        | Gauche                                         | 7               | 4           | 3             |
|               |                                                |                 |             |               |
|               | Républicains indépendants                      | 2               | 2           | en stagnation |
|               | Rassemblement du peuple français               | /               | 2           | 2             |
|               | Mouvement républicain populaire                | 1               | 1           | en stagnation |
| Droite        | Droite                                         | 3               | 5           | 2             |
|               |                                                |                 |             |               |
|               | Non déterminés                                 | 4               | 5           | 1             |
| Divers        | Divers                                         | 4               | 5           | 1             |
|               |                                                |                 |             |               |
| Total         | Total                                          | 14              | 14          |               |

## Résultats

### Abbeville
Maire sortant : Paul Bénard (SFIO)
27 sièges à pourvoir
|                                           | Max Lejeune      | SFIO     |  |        | 8 |  |  |  |
| Action démocratique et sociale            |                  |          |  |        | 8 |  |  |  |
|                                           | René Carouge     | PCF      |  |        | 6 |  |  |  |
| Union républicaine et résistante          |                  |          |  |        | 6 |  |  |  |
|                                           | Ernest Herman    | RPF      |  |        | 5 |  |  |  |
| Liste du Rassemblement du peuple français |                  |          |  |        | 5 |  |  |  |
|                                           | Maurice Huré     | MRP      |  |        | 4 |  |  |  |
| Liste du Mouvement républicain populaire  |                  |          |  |        | 4 |  |  |  |
|                                           | Fernand Beaurain | Rad.     |  |        | 4 |  |  |  |
| Liste du Parti radical-socialiste         |                  |          |  |        | 4 |  |  |  |
|                                           |                  |          |  |        |   |  |  |  |
| Inscrits                                  | Inscrits         | Inscrits |  | 100,00 |   |  |  |  |
| Abstentions                               |                  |          |  |        |   |  |  |  |
| Votants                                   |                  |          |  |        |   |  |  |  |
| Blancs et nuls                            |                  |          |  |        |   |  |  |  |
| Exprimés                                  |                  |          |  |        |   |  |  |  |
| * Maire sortant                           |                  |          |  |        |   |  |  |  |

Maire élu : Max Lejeune (SFIO) est élu par une coalition des listes SFIO - Rad. et MRP.

### Amiens
Maire sortant : Maurice Vast (SFIO)
37 sièges à pourvoir
|                                           | René Lamps         | PCF        |  |        | 13 |  |  |  |
| Union républicaine et résistante          |                    |            |  |        | 13 |  |  |  |
|                                           | Maurice Vast*      | SFIO       |  |        | 9  |  |  |  |
| Action municipale démocratique et sociale |                    |            |  |        | 9  |  |  |  |
|                                           | Jean Gilbert-Jules | Rad. - RPF |  |        | 8  |  |  |  |
| Liste du Rassemblement démocratique       |                    |            |  |        | 8  |  |  |  |
|                                           | Pierre Garet       | MRP        |  |        | 7  |  |  |  |
| Liste du Mouvement républicain populaire  |                    |            |  |        | 7  |  |  |  |
|                                           |                    |            |  |        |    |  |  |  |
| Inscrits                                  | Inscrits           | Inscrits   |  | 100,00 |    |  |  |  |
| Abstentions                               |                    |            |  |        |    |  |  |  |
| Votants                                   |                    |            |  |        |    |  |  |  |
| Blancs et nuls                            |                    |            |  |        |    |  |  |  |
| Exprimés                                  |                    |            |  |        |    |  |  |  |
| * Maire sortant                           |                    |            |  |        |    |  |  |  |

Maire élu : Maurice Vast (SFIO) est élu par une coalition des listes SFIO - Rad.-RPF et MRP.